# Zrinska
Zrinska je naselje u Republici Hrvatskoj, u sastavu općine Veliki Grđevac, Bjelovarsko-bilogorska županija.

## Domovinski rat
Tijekom Domovinskog rata selo je bilo okupirano, a oslobođeno je 1. studenog 1991. u Operaciji Otkos 10. Dana 29. kolovoza 1991. troje civila iz Zrinske pod prijetnjom oružja odvedeni u zatvor u Veliku Peratovicu.
Pripadnici srpskih paravojnih snaga, koji su se povlačili s područja Malog Grđevca u Zrinskoj 30. listopada 1991. usmrćuju troje uhićenih civila.

## Stanovništvo
- 2001. – 153
- 1991. – 313 (Srbi – 132, Hrvati – 117, Jugoslaveni – 24, ostali – 40)
- 1981. – 422 (Srbi – 152, Jugoslaveni – 127, Hrvati – 102, ostali – 41)
- 1971. – 609 (Srbi – 339, Hrvati – 219, Jugoslaveni – 20, ostali – 31)

Prema popisu stanovništva iz 2001. godine, naselje je imalo 153 stanovnika te 72 obiteljskih kućanstava.
| broj stanovnika | 476   | 563   | 524   | 903   | 1135  | 1101  | 1211  | 1254  | 861   | 1025  | 887   | 643   | 422   | 313   | 153   | 130   | 99    |
|                 | 1857. | 1869. | 1880. | 1890. | 1900. | 1910. | 1921. | 1931. | 1948. | 1953. | 1961. | 1971. | 1981. | 1991. | 2001. | 2011. | 2021. |

## Udruge i društva
- DVD Zrinska

## Poznate osobe
- Zvonimir Majdak, hrvatski književnik
- Nikola Kajić, hrv. visoki časnik u NOVH i JNA je prije drugog svjetskog rata u Zrinskoj bio učiteljem.